# Ammothella gertrudae
Ammothella gertrudae là một loài nhện biển trong họ Ammotheidae. Loài này thuộc chi Ammothella. Ammothella gertrudae được miêu tả khoa học năm 2009 bởi Müller & Krapp.